# ناحیه براونینگ، شهرستان فرانکلین، ایلینوی
ناحیه براونینگ (به انگلیسی: Browning Township) یک منطقهٔ مسکونی در ایالات متحده آمریکا است که در شهرستان فرانکلین، ایلینوی واقع شده‌است. ناحیه براونینگ ۱۱۶ متر بالاتر از سطح دریا واقع شده‌است.